# Eminia
Eminia is een monotypisch geslacht van zangvogels uit de familie Cisticolidae.

## Soorten
Het geslacht kent de volgende soort:
- Eminia lepida – Eminiazanger